# خوليو غارثيا فرنانديث
خوليو غارثيا فرنانديث (بالإسبانية: Julio García Fernández، ولد في 31 ديسمبر 1894، كانتابريا، إسبانيا - توفي في 29 يوليو 1969) فارس إسباني.
حصل على الميدالية الذهبية في دورة الألعاب الأولمبية الصيفية عام 1928 في سباق قفز الحواجز.

## إنجازاته

### الألعاب الأولمبية الصيفية
- 1928 أمستردام  هولندا:  ميدالية ذهبية في قفز الحواجز الفرقية.